# Agence spatiale de Catalogne
L'Agence spatiale de Catalogne (AEC ; catalan : Agència Espacial de Catalunya) est un projet, approuvé par le Conseil exécutif de la Generalitat de Catalunya le 27 octobre 2020, et qui vise à lancer deux nanosatellites en deux ans jusqu'en 2023, et envisage le lancement d'une constellation comprenant jusqu'à six satellites avec un investissement public de 18 millions d'euros sur quatre ans avec une partie du cofinancement des fonds européens du Fonds européen de développement régional,.

## Description
La direction du projet serait sous la responsabilité du Ministère des politiques numériques, du Département des affaires et du Département du territoire et de la durabilité de la Generalitat de Catalunya, et ferait partie du plan appelé Stratégie Catalane du NewSpace,.